# Dipartimento per le pari opportunità
Il Dipartimento per le pari opportunità è il dipartimento, incardinato presso la Presidenza del Consiglio dei ministri, chiamato a coordinare le iniziative normative e amministrative in tutte le materie attinenti alla progettazione e alla attuazione delle politiche di pari opportunità.
A capo del dipartimento può essere posto un ministro senza portafoglio. Dall'insediamento del governo Meloni, il 22 ottobre 2022, l'attuale ministro per le pari opportunità è Eugenia Maria Roccella, cui è affidata anche la delega alla politiche della famiglia.

## Storia
Il Dipartimento è stato istituito nel 1996 come supporto alle attività del Ministro senza portafoglio presso la Presidenza del Consiglio dei ministri, e con DPCM del 12 luglio 1997, ne vengono fissate le funzioni principali. Con Decreto del Presidente del Consiglio dei ministri n. 405 del 28 ottobre 1997, il Dipartimento per le pari opportunità viene organizzato, e successivamente ristrutturato nel 2000 e nel 2004. Redige il primo codice in materia di diritti e pari opportunità, che raccoglie in un unico testo la normativa relativa stratificatasi durante i diversi decenni. Infatti, con D. Lgs. n. 198 dell'11 aprile 2006, è stato approvato il "Codice delle pari opportunità tra uomo e donna", a norma dell'articolo 6 della legge 28 novembre 2005, n. 246, entrato in vigore lo stesso anno. Un dicastero con poteri simili esiste anche in Spagna con la denominazione di Ministero de Igualdad, nato il 14 aprile 2008 e il cui incarico è stato affidato a Bibiana Aído, quale primo Ministro per le pari opportunità nella storia della democrazia spagnola.

## Funzioni
Le funzioni a cui è preposto il Dipartimento sono rappresentate dal coordinamento delle iniziative normative e amministrative in tutte le materie collegate alla progettazione e alla attuazione delle politiche delle pari opportunità. Cura la raccolta e l'organizzazione delle informazioni, attraverso la creazione di banche dati, nonché la promozione e il coordinamento delle attività, di verifica, di controllo, di formazione e informazione nel campo delle pari opportunità. Il coordinamento delle iniziative di studio e di elaborazione progettuali delle problematiche inerenti alle pari opportunità. La definizione di nuove politiche di intervento, di studio e promozione di progetti ed iniziative, è del coordinamento delle iniziative delle amministrazioni e degli enti pubblici sottoposti nelle materie delle pari opportunità al ministro. 
L'orientamento e il coordinamento delle amministrazioni locali competenti, al fine di dare la corretta attuazione delle normative e degli orientamenti del governo nelle materie delle pari opportunità. La promozione delle necessarie verifiche in materia da parte delle amministrazioni competenti. La cura dei rapporti con le amministrazioni statali, regionali, locali, nonché con gli organismi e gli enti non governativi operanti in materia di parità e di pari opportunità in Italia e all'estero, in special modo all'Unione europea, alle Nazioni Unite, al Consiglio d'Europa e all'OCSE.
L'attivazione delle iniziative necessarie all'adeguamento dell'ordinamento italiano ai principi ed alle disposizioni dell'Unione europea e per la realizzazione dei programmi comunitari inerenti alla materia. Attivare e coordinare le iniziative necessarie alla rappresentanza del Governo italiano, in materia, nei rapporti internazionali e in organismi nazionali e internazionali, anche mediante la designazione di rappresentanti. L'organizzazione ed il funzionamento della segreteria della Commissione per le pari opportunità tra uomo e donna. La raccolta e l'organizzazione di informazioni, attraverso banche dati, e la promozione di iniziative nella prevenzione, assistenza e tutela dallo sfruttamento e dall'abuso sessuale sui minori. La rimozione delle discriminazioni di cui art. 29 della legge comunitaria 1º marzo 2002, n.39.

## Struttura
Il Capo dipartimento cura i rapporti con il Segretariato generale della Presidenza del Consiglio dei ministri, nonché con gli altri uffici e dipartimenti.
Questa la struttura del Dipartimento:
- Capo del dipartimento
- Ufficio per gli affari generali, internazionali e gli interventi in campo sociale
  - Servizio per gli affari generali e sociali
- Ufficio per gli interventi in materia di parità e pari opportunità
  - Servizio per le pari opportunità e gli interventi strategici
- Ufficio per la promozione della parità di trattamento e la rimozione delle discriminazioni fondate sulla razza e sull'origine etnica (UNAR)
  - Servizio per la tutela della parità di trattamento
  - Servizio studi, ricerche e relazioni istituzionali

Presso il Dipartimento operano vari organismi collegiali con le relative segreterie di supporto:
- la Commissione interministeriale per il sostegno alle vittime di tratta, violenza e grave sfruttamento
- il Comitato di coordinamento delle azioni di governo contro la tratta di esseri umani e di istituzione dell'osservatorio
- l'Osservatorio sul fenomeno della tratta degli esseri umani
- la Commissione mutilazioni genitali femminili
- l'Osservatorio nazionale contro le molestie gravi e la violenza alle donne e per orientamento sessuale e identità di genere
- il Forum permanente contro le molestie gravi e la violenza alle donne e per orientamento sessuale e identità di genere
- la Commissione per i diritti e le pari opportunità per lesbiche, gay, bisessuali e transgender
- la Commissione di valutazione per la legittimazione ad agire per la tutela delle persone con disabilità
- la Commissione per le pari opportunità tra uomo e donna
- il Comitato per l'imprenditoria femminile
- il Nucleo di valutazione di supporto alla programmazione, valutazione e monitoraggio degli investimenti pubblici